# Auengrund
Auengrund è un comune di 2 848 abitanti della Turingia, in Germania.
Appartiene al circondario (Landkreis) di Hildburghausen (targa HBN).
Svolge il ruolo di "comune amministratore" (Erfüllende Gemeinde) nei confronti del comune di Brünn/Thüringen